# Hnidyn
Hnidyn (ukrainisch Гнідин, russisch Гнедин Gnedin) ist ein Dorf in der ukrainischen Oblast Kiew mit etwa 2300 Einwohnern (2001).

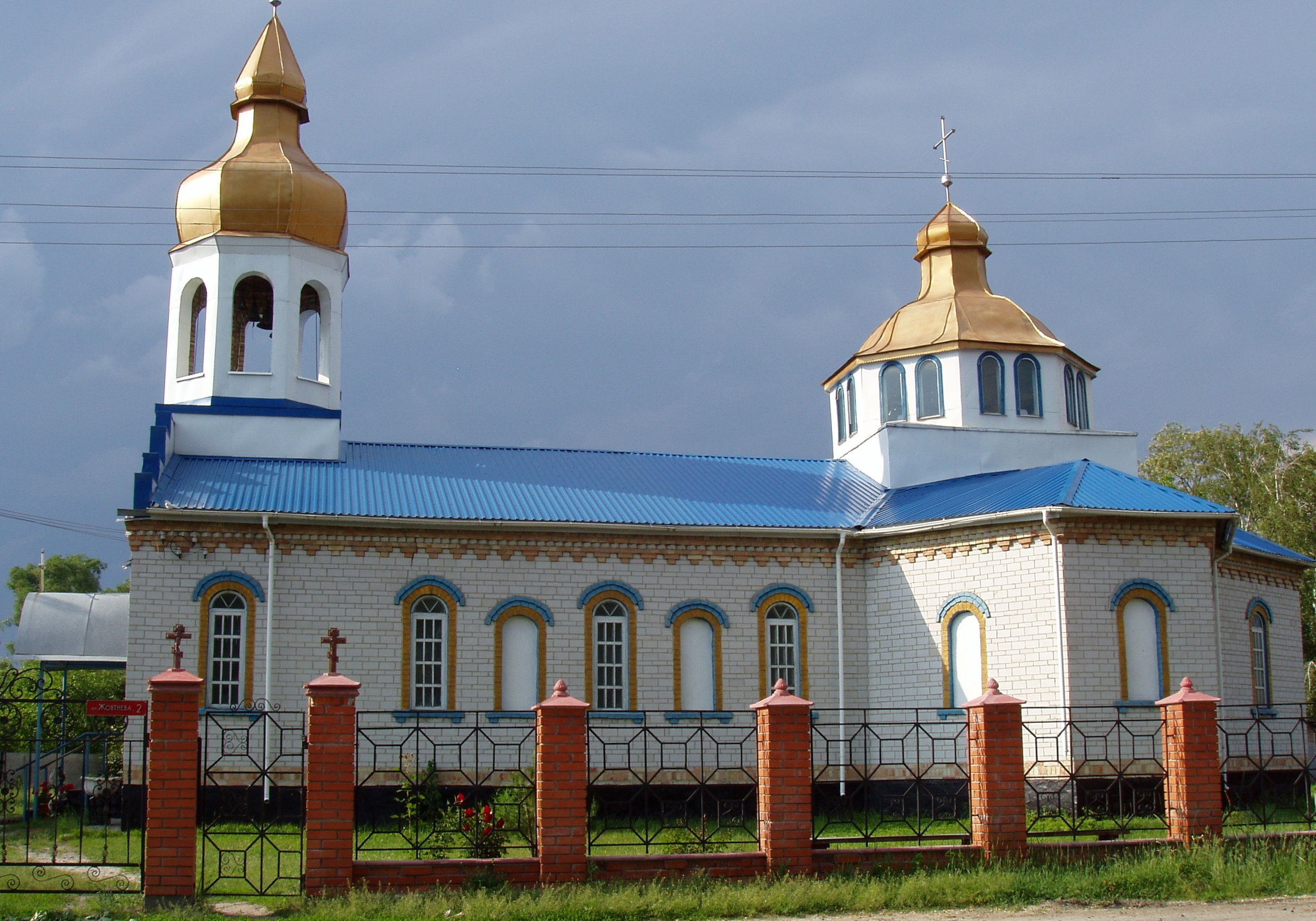
St. Nikolaus-Kirche in Hnidyn

Das 1545 gegründete Dorf liegt im Rajon Boryspil 5 km südöstlich der Stadtgrenze von Kiew und etwa 15 km westlich vom Rajonzentrum Boryspil. Der Dnepr fließt 5 km westlich des Dorfes.

## Verwaltungsgliederung
Am 12. Juni 2020 wurde das Dorf zum Zentrum der neugegründeten Landgemeinde Solotscha (Золочівська сільська громада/Solotschiwska silska hromada). Zu dieser zählen auch die zwei in der untenstehenden Tabelle aufgelisteten Dörfer, bis dahin bildete es die gleichnamige Landratsgemeinde Hnidyn (Гнідинська сільська рада/Hnidynska silska rada) im Nordwesten des Rajons Boryspil.
Der Name der Landgemeinde bezieht sich auf den durch den Ort fließenden Fluss Solotscha (ukrainisch Золоча).
Folgende Orte sind neben dem Hauptort Hnidyn Teil der Gemeinde:
| Name                     | Name            | Name                               |
| ukrainisch transkribiert | ukrainisch      | russisch                           |
| ------------------------ | --------------- | ---------------------------------- |
| Petropawliwske           | Петропавлівське | Петропавловское (Petropawlowskoje) |
| Wyschenky                | Вишеньки        | Вишенки (Wischenki)                |

## Persönlichkeiten
- Wladimir Rodionowitsch Klitschko (1947–2011), sowjetischer und ukrainischer Militär und Diplomat, ist im Dorf bestattet

### Söhne und Töchter der Ortschaft
- Pawlo Lasarenko (* 1953), ehemaliger ukrainischer Ministerpräsident